# Balotești, Bacău
Balotești este un sat în comuna Stănișești din județul Bacău, Moldova, România. La recensământul din 2002 avea o populație de 296 locuitori.